# Joseph Brodmann

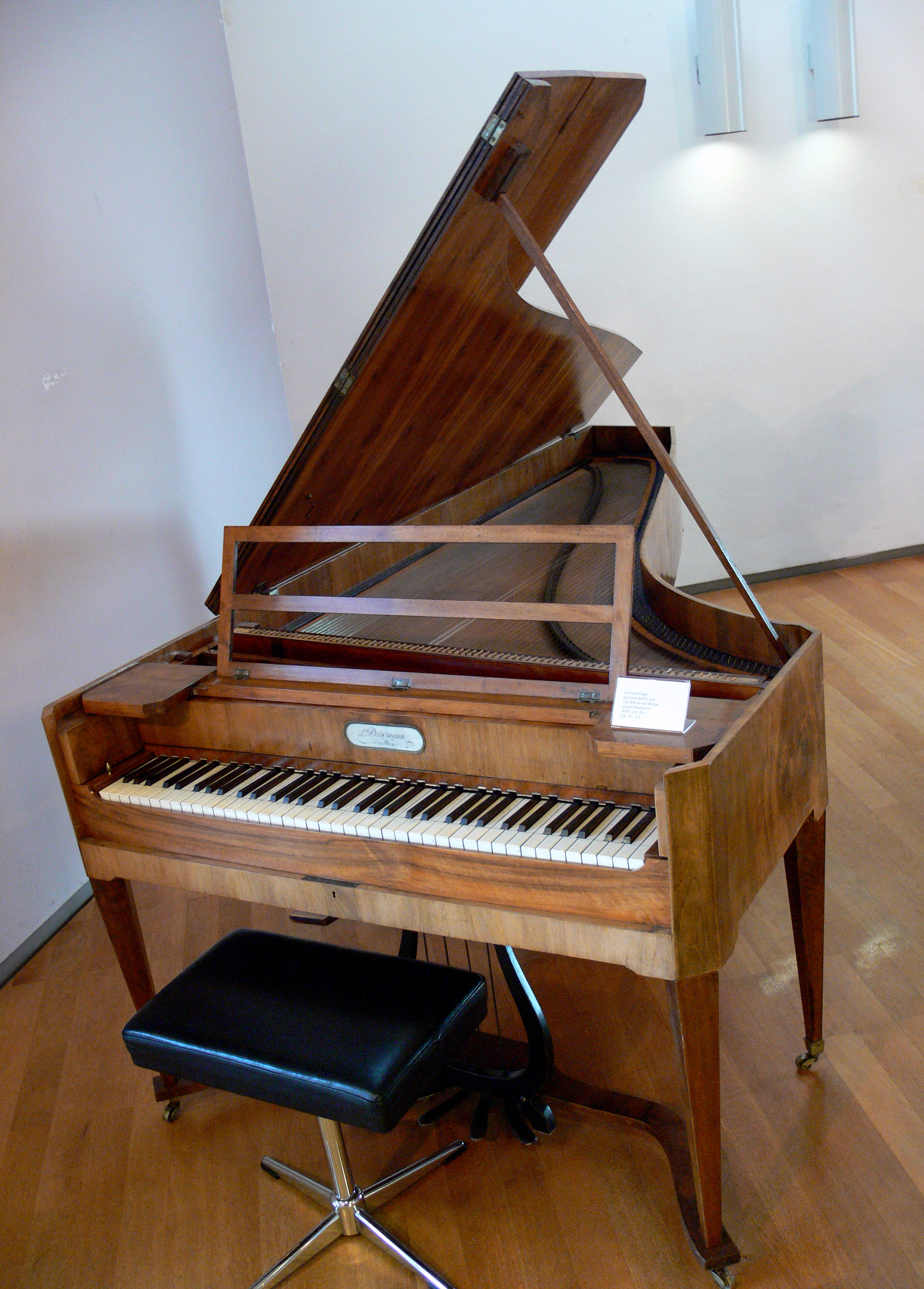
Piano-forte de la succession de Carl Maria von Weber, Joseph Brodmann, Vienne vers 1810 au (Musikinstrumenten-Museum)

Joseph Brodmann (Deuna, 3 septembre 1763 – Vienne, 13 mai 1848) est un facteur de pianos-forte exceptionnel à son époque.

## Biographie
Né à Deuna, Eichsfeld dans l'électorat de Mayence, Joseph Brodmann prête serment de citoyenneté à la ville de Vienne en 1796 et y établit un atelier de fabrication de pianos. Il dépose son brevet en 1825, concernant la table d'harmonie du piano. En 1828 son apprenti Ignaz Bösendorfer reprend l'entreprise. Les pianos-forte de Brodmann étaient joués et appréciés par de grands musiciens, tels Ludwig van Beethoven et Carl Maria von Weber entre autres.

## Nos jours
Le nom de Brodmann est depuis utilisé comme marque commerciale par une société internationale, le groupe Joseph Brodmann dont le siège est situé à Vienne. La firme compte parmi les plus grands fabricants de pianos mondiaux à côté de Steinway & Sons.

## Sources
- Andreas E. Beurmann, Klingende Kostbarkeiten. Tasteninstrumente der Sammlung Beurmann, Drägerdruck, Lübeck, 2000  (ISBN 3-925402-93-4).